# Thénorgues
Thénorgues är en kommun i departementet Ardennes i regionen Grand Est (tidigare regionen Champagne-Ardenne) i nordöstra Frankrike. Kommunen ligger i kantonen Buzancy som ligger i arrondissementet Vouziers. År 2022 hade Thénorgues 85 invånare.

## Befolkningsutveckling
Antalet invånare i kommunen Thénorgues
Referens: INSEE